# NGC 1836
NGC 1836 est un amas ouvert situé dans la constellation de la Dorade. Cet amas est situé dans le Grand Nuage de Magellan. Il a été découvert par l'astronome écossais James Dunlop en 1826.